# سیارک ۲۱۲۰
سیارک ۲۱۲۰ (به انگلیسی: 2120 Tyumenia، نامگذاری:1967RM) دو هزار و صد و بیستمین سیارک کشف شده‌است که در ۹ سپتامبر ۱۹۶۷ کشف شد.
قدر مطلق سیارک برابر ۱۰٫۴۰ است.